# Goddess in the Morning
Goddess in the Morning（ゴッデス・イン・ザ・モーニング）は、新居昭乃と柚楽弥衣 (YAYOI) の2人からなる日本の音楽ユニット。
プロデュースを吉良知彦（ZABADAK）、保刈久明（karak）、松林正志が担当し、ギタリストとして森園勝敏が参加している。
1996年にアルバム『Goddess in the Morning』(ZA-0009)をbiosphereレコードよりリリースするも、その後解散。解散後と思われるが、1998年に(BICL-5007)として再発。2006年には他のbiosphereレコードの作品と共にiTunes Storeでダウンロード販売が開始された。
リメイク情報
- Reincarnation　→ 新居昭乃のアルバム『そらの庭』で同名で収録
- Flower Crown　→ 三重野瞳のアルバム『23.4』で「花かんむり」として収録。他にミックス違い（sky high mix）が存在する。

セルフカバー情報
- Flower Crown　→ 新居昭乃のアルバム『Blue Planet』で「花かんむり」として収録。三重野がカバーした音源をベースにしている。

## ディスコグラフィ

### アルバム
- Goddess in the Morning

1. Reincarnation
2. Ucraine
3. Goddess in the Morning
4. Flower Crown
5. Tribute of Jungle
6. Saga
7. 14